# Afromyelois communis
Afromyelois communis är en fjärilsart som beskrevs av Boris Ivan Balinsky 1991. Afromyelois communis ingår i släktet Afromyelois och familjen mott. Inga underarter finns listade i Catalogue of Life.